# Фанк-рок
Фанк(и)-рок (англ. funk(y)-rock) — афроамериканская танцевальная музыка с выделенными ударными, для которой характерны минимальная мелодичность и активное синкопирование.
Традиции фанк-рока восходят к несложным композициям Джеймса Брауна начала 1960-х гг., прослеживаются в музыке таких групп, как Booker T. and the MG’s, Sly and the Family Stone, Ohio Players, Parliament Funkadelic и многих других. Фанк-рок с более простым ритмом стал основой ритмической структуры стиля диско. В конце 70-х гг. фанк-рок превратился в своего рода пренебрежительный термин — в среде профессиональных музыкантов мелодическая упрощённость компенсируется ритмичными перформансами[стиль]. Эпитет «фанки», то есть «посредственный», «незатейливый», сейчас часто используют английские и американские критики при рецензировании пластинок. Таким образом, в своём первоначальном значении термин «фанк» практически исчез из обихода, хотя использование элементов этого стиля в композициях последних лет[когда?] говорит о том, что музыкальное долголетие фанк-року обеспечено.
Известные исполнители — группы The Temptations, Earth, Wind and Fire, Red Hot Chili Peppers и др.